# Boca Chica
Boca Chica ist eine Stadt in der Dominikanischen Republik. Die Stadt mit ca. 22.000 Einwohnern liegt auf der Karibikseite der Insel Hispaniola etwa 30 Kilometer östlich der dominikanischen Hauptstadt Santo Domingo.

## Geschichte
Boca Chica wurde Anfang des 20. Jahrhunderts  von Juan Bautista Vicini Burgos als Badeort entwickelt und gefördert. Die Blütezeit des Ortes waren die 1950er Jahre, als der Diktator Trujillo den Bau eines modernen Hotels, des Hotel Hamaca, anordnete. Berühmt wurde dieses Hotel als Trujillo dem kubanischen Diktator Fulgencio Batista nach der Revolution in Kuba in diesem Hotel politisches Asyl gewährte. 
Nachdem Trujillo im Mai 1961 ermordet worden war, wurde das Hotel wenig später geschlossen und blieb es für mehr als 20 Jahre. Erst um 1990 wurde es wieder eröffnet.
Während der 1950er und 1960er Jahre bauten sich viele reiche dominikanische Familien ihre Sommersitze entlang der Küste, die nur über Privatstraßen zugänglich waren. In den 1970er Jahren wurde die Gegend als Badeort populär und durch die Einrichtung von öffentlichen Verkehrsmitteln allgemein zugänglich.

## Tourismus
Die Bucht von Boca Chica ist bei in- und ausländischen Gästen sehr beliebt, da ein der Bucht vorgelagertes Riff die Bucht abschirmt und das Wasser daher sehr ruhig ist. Das Riff bildet die Form eines Halbkreises und ragt aus der Wasseroberfläche heraus. Bis zum Riff ist das Wasser kaum tiefer als 1,50 Meter. Zwischen Strand und Riff befinden sich zwei kleine Inseln, die Isla de Pinos und die Isla Matica. Hinter den Inseln befindet sich der Hafen, der ausgebaut wurde.